# Enadolin
Enadolin je lek koji deluje kao visoko selektivni agonist κ-opioidnog receptora.
U ispitivanjima na ljudima je pokazano da proizvodi vizuelne distorzije i osećaje disocijacije, slično efektima salvinorina A. Ispitivan je kao potencijalni analgetik, ali je to obustavljeno zbog pojave disforije na većim dozama, što se može očekivati od κ-opioidnog agonista. Razmatrana je mogućnost njegove primene u lečenju komatoznih povreda glave ili žrtava moždanog udara, gde bi taj tip nuspojave bio nevažan.

## Sinteza
Hemijska sinteza enadolina je slična sintezi spiradolina, pošto oba jedinjenja imaju isti intermedijar i samo se međusobno razlikuju u pogledu finalnog koraka.

## Literatura
1. ↑  Walsh SL, Strain EC, Abreu ME, Bigelow GE (2001). „Enadoline, a selective kappa opioid agonist: comparison with butorphanol and hydromorphone in humans”. Psychopharmacology (Berl.). 157 (2): 151—62. PMID 11594439. doi:10.1007/s002130100788.
2. ↑  Barber A, Gottschlich R (1997). „Novel developments with selective, non-peptidic kappa-opioid receptor agonists”. Expert Opin Investig Drugs. 6 (10): 1351—68. PMID 15989506. doi:10.1517/13543784.6.10.1351.
3. ↑  Halfpenny, Paul R.; Horwell, David C.; Hughes, John; Hunter, John C.; Rees, David C. (1990). „Highly selective .kappa.-opioid analgesics. 3. Synthesis and structure-activity relationships of novel N-[2-(1-pyrrolidinyl)-4- or -5-substituted cyclohexyl]arylacetamide derivatives”. Journal of Medicinal Chemistry. 33 (1): 286. PMID 2153208. doi:10.1021/jm00163a047.

## Spoljašnje veze
|  | Molimo Vas, obratite pažnju na važno upozorenje u vezi sa temama iz oblasti medicine (zdravlja). |